# 新安的列斯运动党
新安的列斯運動黨（英語：Partido MAN）成立於1971年，是庫拉索的政黨，其主張社會民主主義，政治立場中間偏左。2021年的庫拉索議會選舉中，該政黨在21個席位中獲得2個席位。